# Егоров, Павел Васильевич (комдив)
Павел Васильевич Егоров (10.03.1895 — 1965) — советский военный деятель. Организатор отрядов Красной гвардии в Москве (1917). Участник Первой мировой войны, Гражданской войны в России и Великой Отечественной войны, полковник.

## Биография
Родился 10 марта 1895 г. в Москве в семье железнодорожного рабочего. В 1910 г. закончил школу министерства народного просвещения в Павловской Слободе. С 1915 г. работал наборщиком в Московской городской конторе. 
В мае 1915 г. был мобилизован в Русскую Императорскую армию рядовым запасного полка в Рязани. В полку закончил учебную команду. Участвовал в Первой мировой войне. С декабря 1915 г. с 1-м особым полком выехал во Францию, где закончил военное училище в Лионе. В марте 1917 г. арестован за агитацию в полку. Последнее звание в старой армии капитан.
Член РСДРП(б) с 1917 года. Член Центрального штаба Красной гвардии г. Москва.
В декабре 1917 года - феврале 1918 года — командир 1-го Московского революционного отряда (во время наступления от Полтавы на Киев получил название Первой Революционной армии) в составе войск Южного революционного фронта по борьбе с контрреволюцией, устанавливавших советскую власть в Харьковской и Екатеринославской губерниях и наступавших на Киев. В марте 1918 года — командующий войсками 1-й революционной армии (первого формирования) в районе Одессы; в марте — апреле принял на себя общее командование 1-й, 2-й и 3-й революционными армиями первого формирования в ходе обороны Екатеринослава, где временно разместилось правительство Украинской советской республики, от наступающих германо-австрийских войск.
В реальности при первом подходе немцев эти формирования откатывались, больше  внимание уделяя экспроприациям и грабежам. В 20-х числах апреля 1918 года узнав что Джанкое бесчинствовал штаб 1-й Украинской армии во главе с Егоровым П. В., в город была отправлена рота матроса Живодерова  1-го Черноморского полка Вооруженных сил Советской республики Тавриды для наведения порядка. Прибыв в город завязалась перестрелка между отрядом Живодерова и железнодорожной бригадой которая защищала Егорова. С обеих сторон было по одному убитому после этого рота обезоружила Штаб Егорова и забрала все его ценности. 
В мае-июле — командующий войсками Владикавказского военного округа. С июля 1918 года по апрель 1919 года — командующий войсками Боевого участка под станцией Котляревской, преграждавшего путь белым на Владикавказ (от должности командующего военным округом был освобождён). 4 марта 1919 г. откомандирован РВС Каспийско-Кавказского фронта в распоряжение правительства Украинской республики.
В апреле — мае 1919 года — начальник 4-й Украинской стрелковой дивизии.
С мая по август — командующий Полтавской группой войск Кременчугского направления, участвовавшей в подавлении Григорьевского мятежа в Херсонской губернии и в боях против белых войск Вооружённых сил Юга России под командованием генерала А. И. Деникина. В октябре — начальник крепостной дивизии 11-й армии, с ноября — командир бригады 34-й стрелковой дивизии на Царицынском боевом участке.
С 13 апреля по 10 августа 1920 года — временно исполняющий должность начальника 34-й стрелковой дивизии. За освобождение города Сочи весной 1920 года был награждён орденом Красного Знамени. С сентября — командир 26-й стрелковой бригады 9-й стрелковой дивизии в боях с войсками Русской армии под командованием генерала Врангеля в Таврической губернии. С 24 по 26 сентября 1920 г. временно исполнял должность начальника 3-й Казанской стрелковой дивизии. С 8 по 20 октября 1920 г. находился на излечении в госпитале в Харькове, в декабре в Ростове-на-Дону. 
С марта по май 1921 года — начальник 1-й Читинской стрелковой дивизии Народно-революционной армии ДВР. Затем на других командных должностях. Был командиром 1-й авиагруппы, командиром 8-й авиабригады, в 1935 г. командир 2-го полка, старшим инспектором ПВО Химфармпрома. В мае 1936 г. начальник аэроклуба. Старший преподаватель кафедры Военная подготовка и военный помощник директора Московского электромеханического института инженеров железнодорожного транспорта им. Ф.Э.Дзержинского. В 1938 г. в виду болезни был уволен из института и с поста заместителя председателя Совета рабочих, крестьянских и красноармейских депутатов Москворецкого района г. Москвы по оборонной работе.
Участник Великой Отечественной войны. В 1942 г. заместитель командующего ВВС 58-й армии. С июля 1942 г. служил в 1-й истребительной авиационной армии, а после её переформирования 29 июля 1942 г. 16-й воздушной армии в ней.
С 1946 года до самой кончины проживал в городе Сочи. Похоронен на центральной аллее городского кладбища (ул. Дагомысская, 45). Его именем названа одна из улиц Сочи.

## Награды
- 2 ордена Красного Знамени. Весной 1920 г. награждён за освобождение г. Сочи и 05.06.1946[6] за выслугу лет.